# دریلو (خداآفرین)

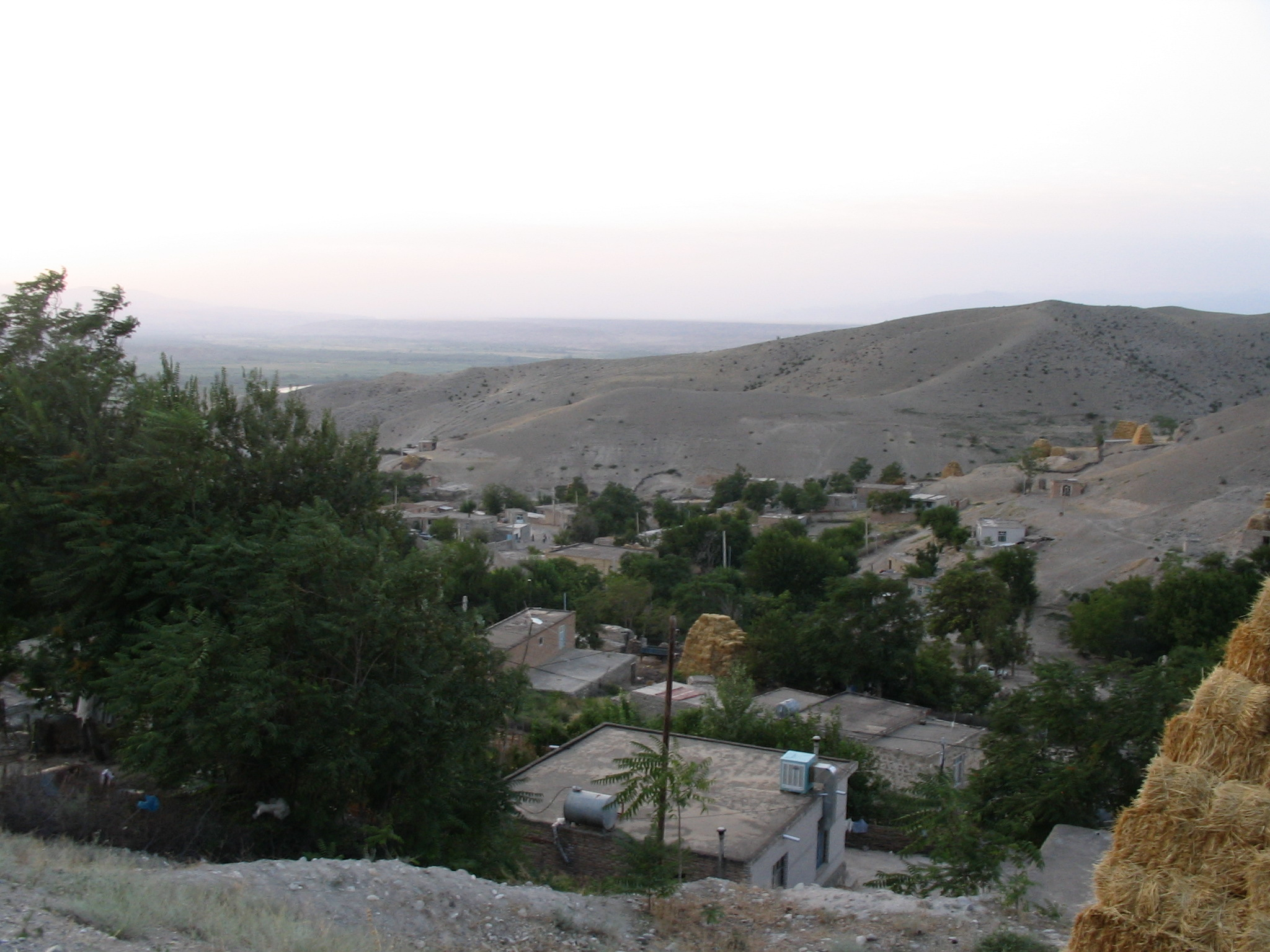
قبل از بازسازی؛ سال ۱۳۸۶.

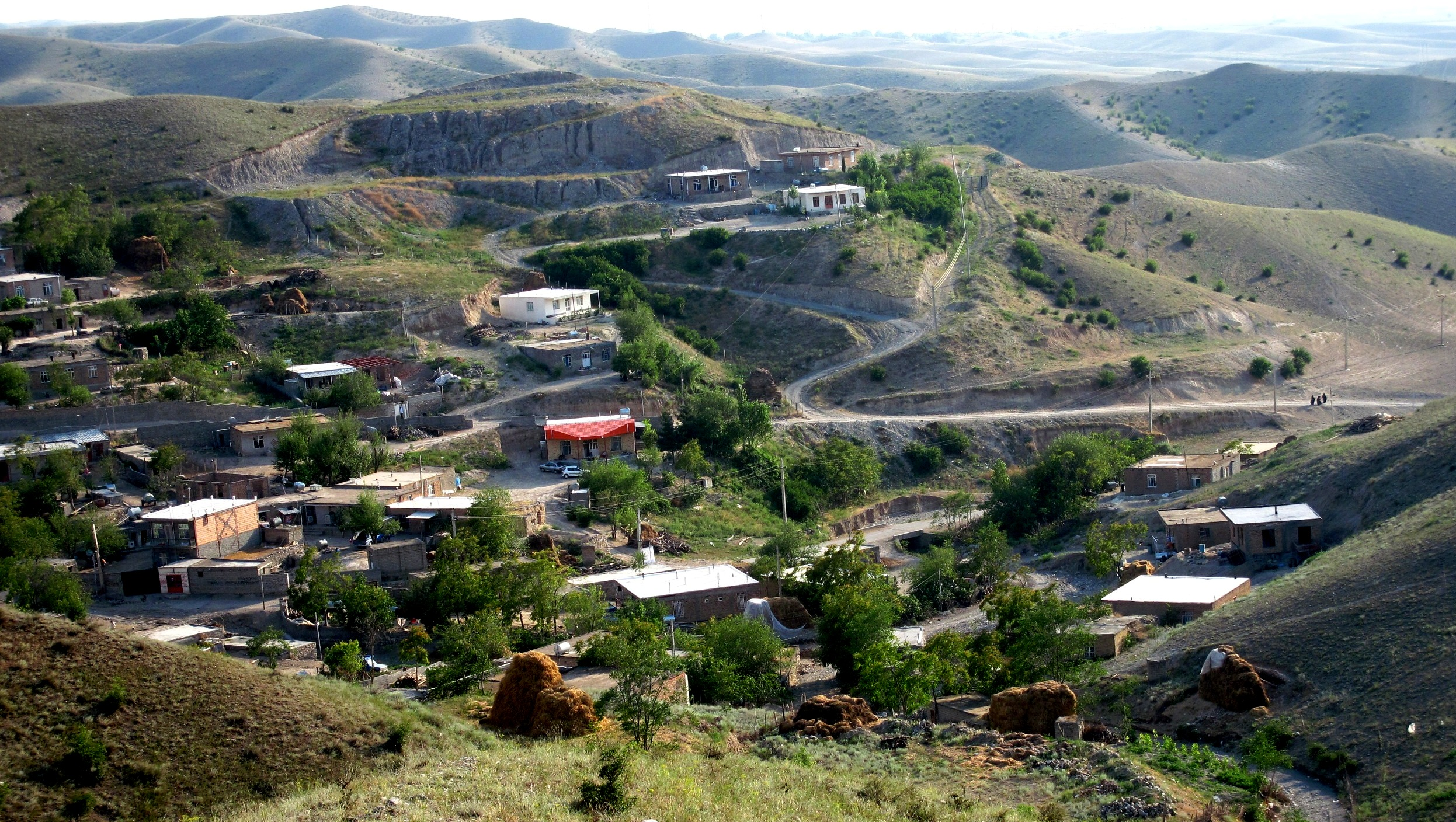
ساخت خانه‌های مدرن در دریلو: خرداد ۱۳۹۰.

دریلو یکی از روستاهای استان آذربایجان شرقی است که در دهستان منجوان شرقی بخش منجوان شهرستان خداآفرین واقع شده‌است.  بر اساس سرشماری سال ۱۳۸۵ خورشیدی / ۲۰۰۶ میلادی، جمعیت روستا ۴۲۹ نفر در ۸۴ خانوار می‌باشد..  یک آمارگیری اخیر در سال ۱۳۹۰ جمعیت را ۳۹۹ نفر در ۱۰۲ خانوار اعلام کرده‌است.

## اطلاعات بیشتر
- در اواخر دهه ۱۳۲۰، بر اساس جلد چهارم فرهنگ جغرافیایی ایران،[۴] دریلو  ۱۳۵ تن سکنه داشت.[۵]
- عاشیق قربانی، متولد  دریلو،  همدوره شاه اسماعیل و در مرحله آغازین نهضت ادبی شاه ختایی قرار دارد.[۶]  آوازه ماجراهای عاشیق قربانی با افسانه‌ها در آمیخته و  منشاء داستانی گردیده بنام «عاشیق قربانی وپری» که زبانزد عاشیقان است.[۷]  یکی از آوازهای جالب این عاشیق به قرار زیر است:

| هئچ گلمیرسن بولاق اوسته |  | گونده اوچ یول گلیرم من |
| اووزومه سویوق باخیرسان  |  | اوره گینی بیلیرم من    |
| کاشکی گؤزل اولمایایدین  |  | سارالیبان سولمایایدین  |
| منله آشنا اولمایایدین   |  | آیریلاندا اؤلورم من    |
| گول دیبینی خارا گوردون  |  | بلبلو آه زارا گوردون   |
| قربانی نی بیچارا گؤردون |  | گئدیرسن گدت گلیرم من   |

عاشیق قربانی می‌توانسته است ظریفترین و طبیعیترین احساسهای انسانی را با مهارتی استادانه به ساز و سخن وصف کند. شعر مشهورش که ردیف «بنفشه» دارد، از این نظر حائز اهمیت است:
| تانری سنی خوش جمالا یئتیرمیش    |  | خداوند ترا زیبا آفرید                      |
| سنی گؤرن عاشیق، عاغلین ایتیرمیش |  | دلباختگان خرد از دست فروهشتند،             |
| ملکلرمی درمیش، گؤیدن گتیرمیش    |  | گویی ملائک تو را از آسمان چیده و آورده‌اند. |
| حاییف که دریبلر آز بنفشه نی.    |  | حیف که عرضه کم بود و بنفشه‌ها را چیدند!     |

- در آستانه انقلاب سفید، که نقشی عمده در فروپاشی نهایی ساختار ایلی ایران داشت، تیره‌ای از ایل محمد خانلو، شامل  ۴۰   خانوار، از روستای دریلو به عنوان قشلاق استفاده می‌کردند..[۸] قبل از انقلاب اسلامی، اهالی روستا با زندگی عشایری   در چپرلی ییلاق کرده، و در عین حال در مزارع حاصل خیز واقع در ساحل ارس پنبه، تنباکو، گندم، جو و برنج می‌کاشتند. با گذشت زمان کار دامپروری تقریباً به کنار گذاشته شّد و با تغییرات آب و هوایی و کم شدن میزان بارش، مقدار محصولات تولیدی کفاف زندگی خانوار دا نکرده ناگزیر جوانترها در جستجوی کار و درآمد بهتر به تهران مهاجرت کردند. از زمان انتخاب احمدی نژاد به ریاست جمهوری و شروع عملیات سد خدا آفرین اهالی ناچار به فروش زمین‌هایشان به وزارت نیرو شدند.
- قارچ دنبلان در بیشه‌های منطقه ارسباران، مخصوصا در نزدیکی‌های روستای دریلو به وفور یافت می‌شود.  قابل توجه است که دنبالان در زبان ترکی  متورم معنی می‌دهد[۹]؛ بدین ترتیب که این قارچ در حین رشد خاک‌های بالای خود را اندکی بالا می‌آورد و اهالی از همین نشانه قارچ را پیدا می‌کنند. بعلاوه، همین نام با مسمی بر قدمت استفاده از این قارچ غذایی در منطقه ارسباران دلالت می‌کند.